# 任景龙
任景龙（1916年—1996年），男，山西稷山人，中华人民共和国政治人物，曾任四川省政协副主席，第五届全国政协委员。